# Архипов, Абрам Ефимович
Абра́м Ефи́мович Архи́пов (при рождении — Пыриков; 15 [27] августа 1862, Егорово, Рязанская губерния — 25 сентября 1930[…], Москва) — русский живописец, жанрист и портретист, член Товарищества передвижников (с 1891). Народный художник РСФСР (1927).

## Биография

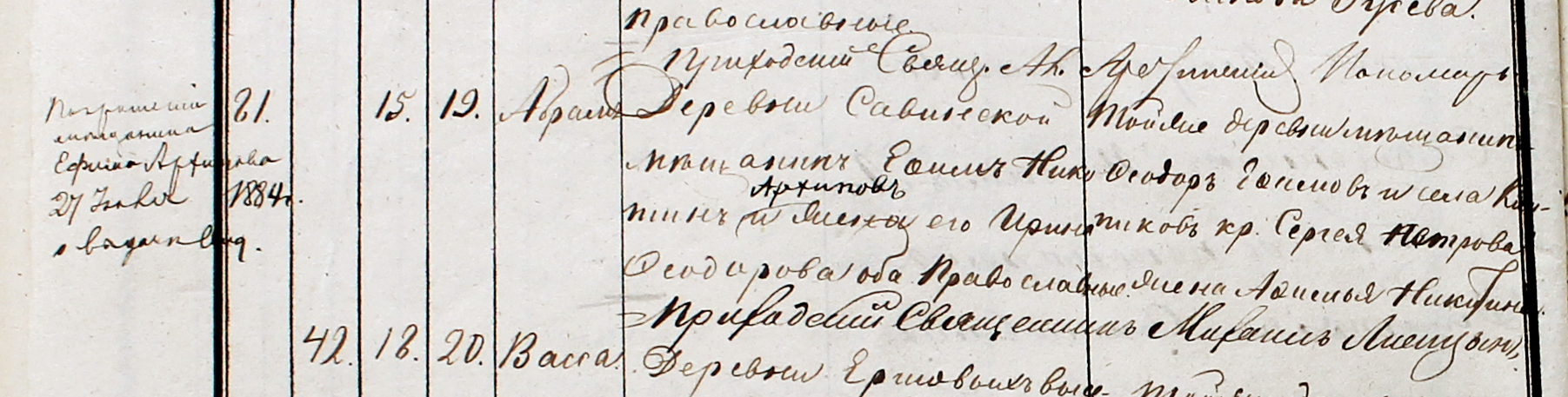
Запись о рождении Абрама Ефимовича Архипова (Пырикова).

Родился в семье вольноотпущенных крестьян. Родители художника: отец — Ефим Никитич Пыриков (13 [25] января 1823 — ?), крепостной крестьянин штабс-капитана Сергея Алексеевича Чуфаровского и мать — Ирина Федоровна (9 [21] апреля 1823 — ?), крестьянка деревни Тамаковой, вольноотпущенная от помещика Прибыткова. Венчались 3 [15] мая 1842 в Преображенской церкви, села Екшур. В 1858 году, оба родителя, с детьми, получили вольность. Старинное родовое прозвание семьи отца — Пыриковы, фамилией — Архипов, художник обязан своему прадеду — Архипу Родионовичу Пырикову (1772—1832). Связан родством с фабрикантами Савостиными.
Отец, видя страстное и неутолимое влечение сына к искусству, купил ему лубки и самые дешевые краски. Первыми профессиональными учителями Архипова были иконописцы. В периоды с 1877 по 1883 год и с 1886 по 1888 год обучался в Московском училище живописи, ваяния и зодчества под руководством В. Г. Перова, В. Д. Поленова, И. М. Прянишникова, А. К. Саврасова и В. Е. Маковского. Кроме того, с 1884 по 1886 год учился в петербургской Академии художеств (мастерская Б. П. Виллевальде).
В 1887 году за картину «Посещение больной» Архипов получил в МУЖВЗ большую серебряную медаль и звание классного художника.
В 1891 году Архипов стал членом Товарищества передвижных художественных выставок.
Многие работы этого периода, такие как «Посещение больной», «По реке Оке», «Келейник», были приобретены лично П. М. Третьяковым для своей коллекции.
В 1896 и 1912 годах посещал Францию, Германию и Италию.
С 1894 года возглавлял натурный класс МУЖВЗ (до 1918 г.).
Звание академика ИАХ (1898). Звание действительного члена Академии художеств (1916).
В 1904 году стал одним из основателей «Союза русских художников».
С 1912 года часто выезжал на русский Север.
После Октябрьской революции принял участие в реорганизации училища, в 1918—1920 годах преподавал в ГСХМ, а в 1922—1924 годах — во Вхутемасе.
1924 — член Ассоциации художников революционной России.
1927 — народный художник Республики.
Многие известные художники первой половины XX века — С. В. Герасимов, Б. В. Иогансон, М. С. Сарьян и ряд других — гордились тем, что были учениками Абрама Ефимовича Архипова.
Архипов умер в Москве 25 сентября 1930 года. Похоронен на Ваганьковском кладбище (24 уч.). Он не был женат и не имел детей, однако его стиль и традиции продолжил его близкий родственник Борис Викторович Пыриков.

## Выставки
С декабря 2011 по конец марта 2012 года в Рязанском областном художественном музее им. Пожалостина совместно с Третьяковской галереей проходила юбилейная выставка, приуроченная к 150-летию художника.

## Галерея
- Пьяница, 1883 (ГТГ);
- Деревенский иконописец, 1889 (ГТГ)
- Прачки (варианты 1890-х и 1901 (ГРМ и ГТГ)
- По реке Оке, 1890 (ГТГ);
- Обратный, 1896 (Художественный музей Белоруссии, Минск)
- Северная деревня, 1902 (ГТГ)
- Гости, 1914 (ГТГ)
- Девушка с кувшином, 1927 (ГТГ)

|                   |  |                                                      |  |            |
| «Северный пейзаж» |  | «Прачки», конец 1890-х годов. Третьяковская галерея. |  | «На Волге» |

| Баба в красном, около 1910    |  | «Зимнее утро», 1920. Сочинский художественный музей  |  |                                                |  |                                                                |
| «Баба в красном», около 1910. |  | «Зимнее утро», 1920. Сочинский художественный музей. |  | «Северная деревня», около 1902. Русский музей. |  | «Весенний праздник», 1913. Козьмодемьянский музейный комплекс. |

## Память
- В селе Екшур, Клепиковского района, Рязанской области, работает музей Архипова[10][11].
- С 1952 по 1994 годы имя Архипова носил Большой Спасоглинищевский переулок в центре Москвы.

| Могила художника. Москва, Ваганьковское кладбище. |  | Мемориальная доска А. Е. Архипову расположенная на доме номер 4 по Спасоглинищевскому переулку в Москве |  | «По реке Оке». Портрет А. Е. Архипова. Почтовая марка СССР 1956 года  |  | Почтовый блок почты России, 2012 г.   |
| Могила художника. Москва, Ваганьковское кладбище. |  | Мемориальная доска А. Е. Архипову расположенная на доме номер 4 по Спасоглинищевскому переулку в Москве |  | «По реке Оке». Портрет А. Е. Архипова. Почтовая марка СССР, 1956 год. |  | Почтовый блок почты России, 2012 год. |